# Lẳng lơ

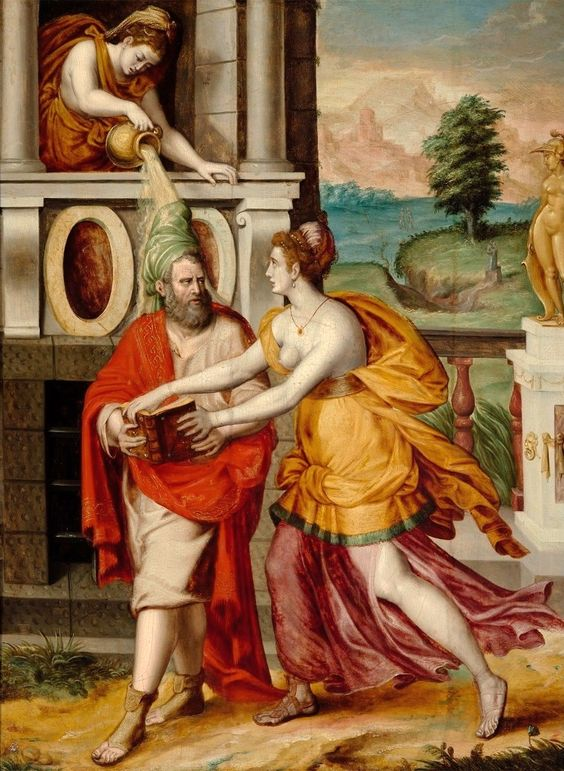
Những phụ nữ lẵng lơ với Socrates

Lẳng lơ (Female promiscuity)  hay lăng loàn (còn được gọi là "sự lăng nhăng ở phụ nữ", "sự dâm đãng ở phụ nữ" hoặc "tính phóng đãng, bừa bãi trong quan hệ tình dục của phụ nữ") chỉ về sự lăng nhăng ở phái nữ khi có hành vi quan hệ tình dục với nhiều bạn tình trong một khoảng thời gian ngắn mà không có sự ràng buộc về tình cảm hoặc hôn nhân. Sự lăng nhăng thường bị nhiều xã hội lên án vì họ kỳ vọng hầu hết các thành viên đều có mối quan hệ lâu dài, gắn kết, nói chung, nó thường mang ý nghĩa tiêu cực trong nhiều nền văn hóa, đặc biệt là văn hóa phương Tây, và thường đi kèm với những định kiến xã hội, nhất là là định kiến về những phụ nữ không chung thuỷ, cắm sừng chồng mình. Ở cả phụ nữ và nam giới, khuynh hướng quan hệ tình dục ngoài các mối quan hệ gắn kết có liên quan đến ham muốn tình dục cao tuy nhiên, sinh học tiến hóa, cũng như các yếu tố xã hội và văn hóa, cũng được quan sát thấy có ảnh hưởng đến hành vi và quan điểm tình dục, nó càng trở nên nhạy cảm hơn do những chuẩn mực đạo đức và xã hội truyền thống đặt ra cho phụ nữ về sự trinh tiết, chung thủy và tiết chế trong hành vi tình dục cũng như ứng xử.

## Về sinh lý

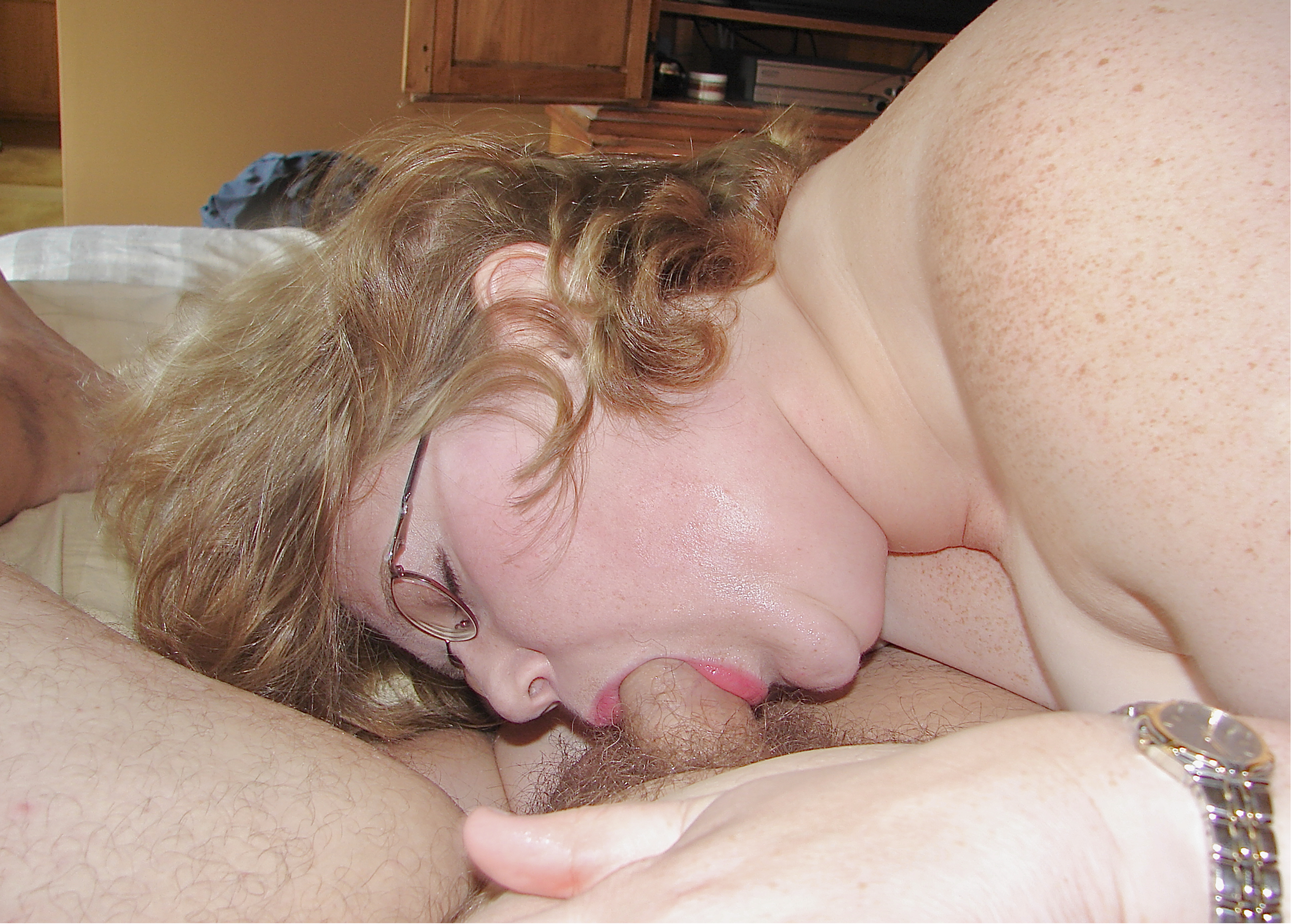
Một phụ nữ điêu luyện trong chuyện tình dục

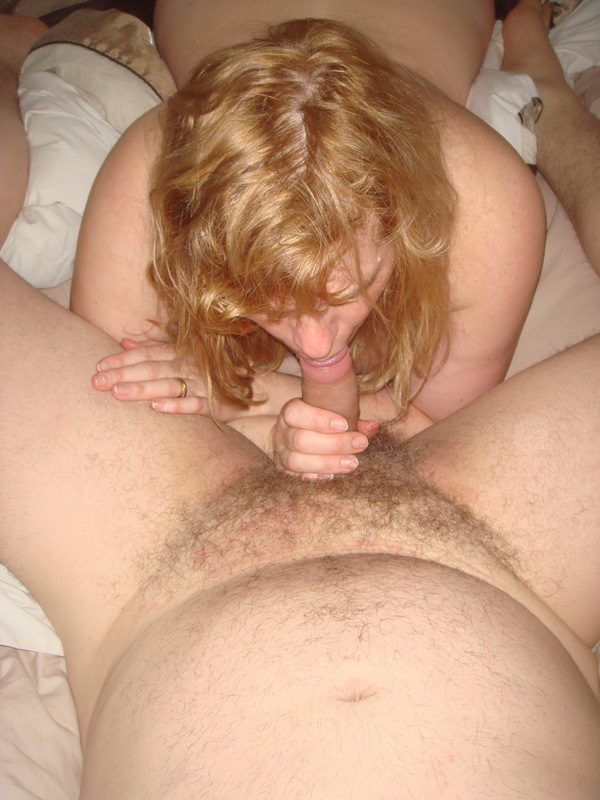
Một phụ nữ thuần thục trong làm tình

Các nghiên cứu đã liên hệ khuynh hướng tình dục xã hội với ham muốn tình dục, đặc biệt là ở phụ nữ, trong đó ham muốn tình dục càng cao thì khuynh hướng tình dục xã hội hoặc hứng thú với tình dục ngoài mối quan hệ ràng buộc càng ít bị áp chế. Tuy nhiên, liên quan đến cuộc tranh luận về bản chất và sự nuôi dưỡng, có một số dữ liệu nhấn mạnh đến các yếu tố văn hóa, đặc biệt là đối với phụ nữ hơn là nam giới. Một đánh giá đã đánh giá rằng tính xã hội bị ảnh hưởng gần như ngang nhau bởi di truyền và môi trường không được chia sẻ với anh chị em ruột, môi trường chung có tác động tương đối ít. Đàn ông có xu hướng có điểm số tình dục xã hội cao hơn và không bị hạn chế nhiều hơn phụ nữ ở nhiều nền văn hóa khác nhau. Tuy nhiên, có nhiều sự thay đổi về điểm số trong mỗi giới tính hơn là giữa nam và nữ, cho thấy rằng mặc dù nam giới trung bình ít bị hạn chế hơn nữ giới trung bình, nhưng các cá nhân có thể khác nhau về khuynh hướng tình dục xã hội bất kể giới tính.
Lòng tự trọng về thân thể ở phụ nữ cho thấy mối tương quan tích cực đáng kể với sự tự do về mặt xã hội tình dục. Tương tự như vậy là tỷ lệ hông-eo và hai biện pháp nam tính hóa. Cuối cùng, vẫn trong cùng một nghiên cứu, việc tiêu thụ rượu và ma tuý cũng có mối tương quan, nhưng không rõ liệu việc tiêu thụ rượu có thúc đẩy việc phóng đãng thiếu kiểm soát hay ngược lại, hoặc có một biến số thứ ba nào đó đang diễn ra hay không. Quyền lực xã hội thường được gắn liền với ngoại tình ở nam giới, các nhà tâm lý học thực nghiệm cũng đã liên hệ quyền lực với thói ngoại tình ở phụ nữ. Một nghiên cứu của Hà Lan, khảo sát quy mô lớn 1.561 chuyên gia, đã kết luận rằng "Mối quan hệ giữa quyền lực và ngoại tình là giống nhau ở cả phụ nữ và nam giới, và vì cùng một lý do. Những phát hiện này cho thấy giả định phổ biến (và thường được tìm thấy) rằng phụ nữ ít có khả năng ngoại tình hơn nam giới, ít nhất là một phần, phản ánh sự khác biệt truyền thống về quyền lực dựa trên giới tính tồn tại trong xã hội". Phụ nữ năng đi nhà thờ hay chùa chiền có điểm số thấp hơn về tình trạng quan hệ tình dục bừa bãi so với những phụ nữ khác, trong khi đàn ông dường như không có mối tương quan này.

## Văn hoá
Trong lịch sử, khái niệm "lăng loàn" này thường được sử dụng để áp đặt và định hình vai trò, hành vi của phụ nữ trong xã hội xưa, việc sử dụng thuật ngữ này là một biểu hiện của niềm tin rằng để được xã hội và đạo đức chấp nhận, tính dục và trải nghiệm của phụ nữ nên hoàn toàn bị giới hạn trong hôn nhân, và cô ấy cũng phải nằm dưới sự giám sát và chăm sóc của một người đàn ông có quyền lực. Quan điểm cho rằng tính dục và trải nghiệm tình dục của phụ nữ nên hoàn toàn giới hạn trong hôn nhân, và cô ấy phải nằm dưới sự giám sát của một người đàn ông có quyền lực, đã ảnh hưởng sâu sắc đến cách nhìn nhận về sự lăng loàn. Ở Việt Nam, quan niệm về phụ nữ đã tồn tại trong văn hóa từ rất lâu, gắn liền với các chuẩn mực đạo đức phong kiến về trinh tiết, tam tòng tứ đức và vai trò của người phụ nữ trong gia đình (thiên chức) và xã hội. Các quan niệm như "công, dung, ngôn, hạnh" đã định hình người phụ nữ lý tưởng, trong đó sự chung thủy và tiết hạnh là yếu tố cốt lõi. Những người phụ nữ có nhiều bạn tình hoặc bị coi là có hành vi tình dục "bừa bãi" thường bị xã hội lên án gay gắt, chịu sự kỳ thị nặng nề hơn rất nhiều so với nam giới có hành vi tương tự. 
Sự lăng loàn còn là có hành vi hỗn xược, vô phép vô tắc, xúc phạm bề trên, không chịu vâng phục khuôn phép ("Con dâu lăng loàn với mẹ chồng"). Nó là sự bất chấp đạo đức, luân lí, phóng túng, các khái niệm như lả lơi (flirtatious), đong đưa (coquettish), phóng đãng, bừa bãi (wanton) hoặc lăng nhăng (promiscuous) có thể được dùng để chỉ các hành vi tương tự. Các tác phẩm văn học dân gian, ca dao, tục ngữ cũng thường dùng từ này để miêu tả hoặc phê phán những nhân vật nữ bị coi là phóng túng, không chung thủy. Lẳng lơ còn miêu tả một người phụ nữ có thái độ hoặc hành vi phóng túng, lả lơi, đong đưa, gợi tình, lúng liếng, tỏ ra quyến rũ hoặc gợi tình một cách công khai trắng trợn, thường nhằm mục đích thu hút sự chú ý của nam giới, hàm ý người phụ nữ đó không đứng đắn, thiếu chung thuỷ, thiếu đứng đắn hoặc thiếu sự đoan trang theo các chuẩn mực đạo đức xã hội truyền thống, gợi lên hình ảnh một người phụ nữ không giữ kẽ, thích giao du hoặc ve vãn, tán tỉnh, và không được coi trọng về mặt phẩm hạnh, đặc biệt là trong bối cảnh các giá trị truyền thống đề cao sự kín đáo và chung thủy ở phụ nữ, thường kéo theo sự đánh giá thấp về phẩm cách, sự khinh miệt từ cộng đồng.